# Mastino Kumaon

Stato del Uttaranchal

Il mastino Kumaon, noto anche come Cypro Kukur o mastino indiano o mastino Kumaoni, è una razza di cane rara e antica originaria della regione Kumaon dell'Himalaya indiano nello stato federato indiano di Uttarakhand. Ę́ allevata dai Kumaon, una tribù indiana nativa.
Questa grande e potente razza da lavoro è stata tradizionalmente utilizzata come guardiano e protettore del bestiame nei terreni collinari e montuosi della regione.

## Storia
Ricercatori ritengono che esploratori stranieri della regione di Cipro abbiano importato questi cani da guardia Kumaon, dove inizialmente le tribù indiane li hanno allevati. Pertanto, questa razza ha anche ottenuto il suo nome alternativo "Cypro Kukur" nel dialetto Kumaoni locale (con la parola "kukur" che significa cane).
La razza è in via di estinzione si stimano infatti, non più di 100 esemplari.

## Caratteristiche
Il mastino Kumaon è una razza rara, che si trova principalmente nella regione Kumaon dell'Himalaya indiano.
Il loro aspetto è simile a quello dei vecchi Grandi Danesi.
Il Kumaon Mastiff è un cane muscoloso e robusto con un corpo ben costruito. Ha una testa grande, mascelle forti e un muso largo. Le orecchie sono di media grandezza e pendenti e la coda è lunga e affusolata, ha il muso scuro, occhi a mandorla. Il mantello è corto e denso, fornendo protezione contro le condizioni meteorologiche avverse dell'Himalaya. I colori del mantello più comuni sono il nero, il tigrato e il fulvo. Noto per la sua pelle flaccida, che è prominente intorno alla zona del collo.
Questa razza è nota per le sue dimensioni impressionanti. I maschi adulti in genere vanno da 66 a 76 cm alla spalla e pesano da 50 a 68 kg. Le femmine sono leggermente più piccole, misurano da 61 a 71 cm e pesano da 41 a 54 kg.
Il Kumaon Mastiff è rinomato per la sua lealtà, coraggio e natura protettiva. Sono istintivamente protettivi nei confronti delle loro famiglie e del territorio, rendendoli ottimi cani da guardia. Tuttavia, sono generalmente gentili e affettuosi con i loro proprietari, specialmente se ben socializzati fin dalla tenera età. A causa del loro forte istinto di guardia, possono diffidare degli estranei e mostrare comportamenti fortemente territoriali.
Il Kumaon Mastiff è considerato una razza relativamente sana senza problemi di salute specifici legati alla razza documentati. Tuttavia, come con qualsiasi razza di taglia grande, possono essere soggetti a determinati problemi di salute canina comuni, come displasia dell'anca, gonfiore e problemi agli occhi.